# Znameanka, Berezivka
Znameanka (în ucraineană Знам'янка) este localitatea de reședință a comunei Znameanka din raionul Berezivka, regiunea Odesa, Ucraina.

## Demografie
Componența lingvistică a comunei Cervonoznameanka
     Ucraineană (71,67%)
     Rusă (17,51%)
     Bulgară (9,89%)
     Alte limbi (0,55%)
Conform recensământului din 2001, majoritatea populației comunei Cervonoznameanka era vorbitoare de ucraineană (71,67%), existând în minoritate și vorbitori de rusă (17,51%) și bulgară (9,89%).